# Maria Rommeler

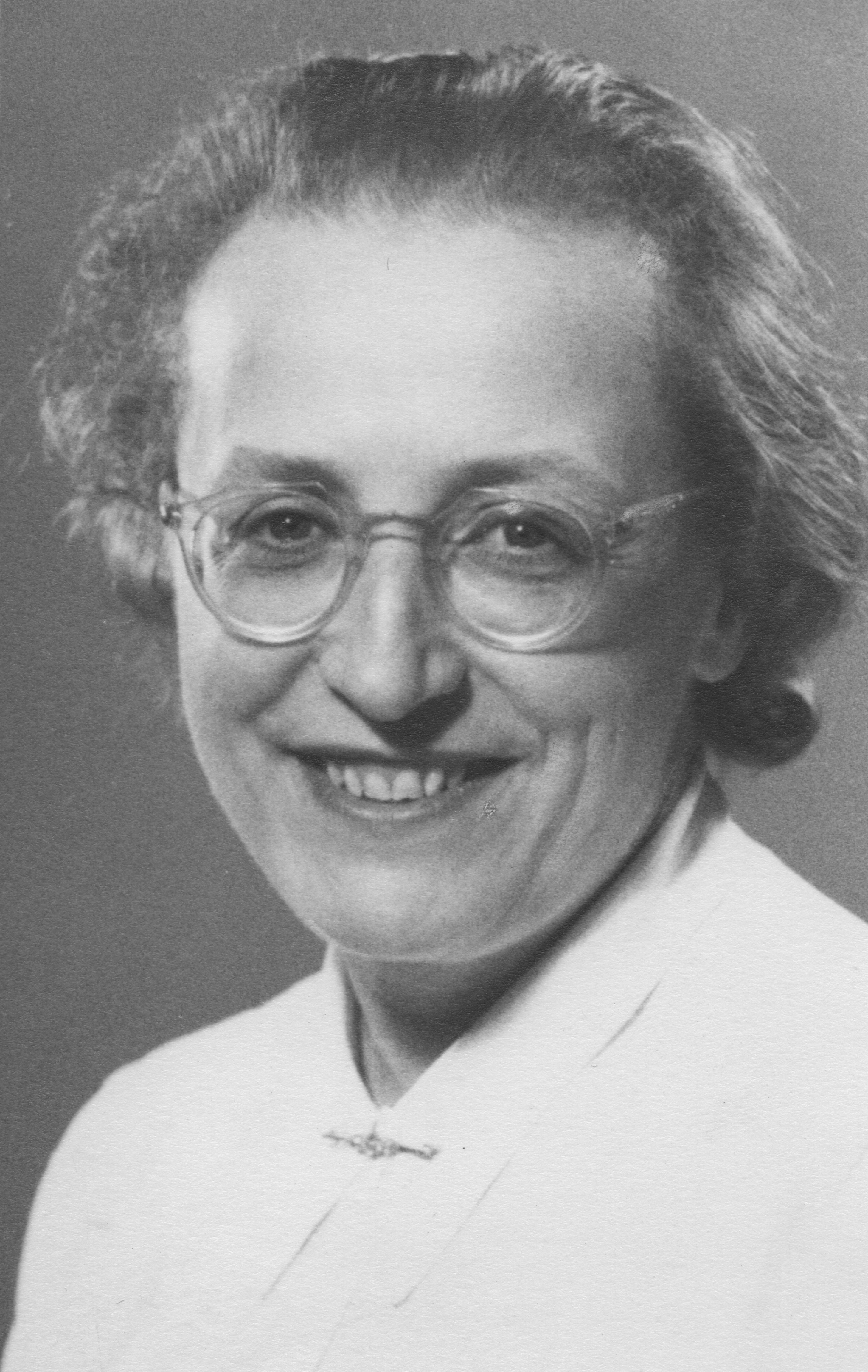
Maria Rommeler, 1943

Maria Rommeler (* 14. Juli 1894 in Hamburg; † 23. Mai 1978 in Erlangen) war eine deutsche Politikerin (CDU).
Maria Rommeler besuchte Lyzeen in Hamburg und Berlin. Sie besuchte anschließend eine Frauenschule in Belgien und machte eine Ausbildung im Gewerbelehrerinnenseminar im Lette-Verein in Berlin. Nachdem sie Gewerbelehrerin bei diversen Schulen gewesen war, wurde sie 1931 Dozentin an dem Staatlichen Berufspädagogischen Institut in Berlin. Sie trat der Deutschen Zentrumspartei bei. 1937 verlor sie ihre Dozentenstelle und wurde als Oberschullehrerin zurückgestuft.
Nach dem Zweiten Weltkrieg trat Rommeler 1945 der CDU bei und wurde ein Jahr später Referentin in der Deutschen Verwaltung für Volksbildung in der Sowjetischen Besatzungszone (SBZ). 1948 wechselte sie als Dozentin zur Pädagogischen Hochschule Berlin. Bei der Berliner Wahl 1950 wurde sie in die Bezirksverordnetenversammlung im Bezirk Schöneberg gewählt. 1958 wurde Rommeler im Zuge der NS-Wiedergutmachung rückwirkend ab 1. April 1940 zur Professorin ernannt. Durch den Tod Walther Schreibers rückte sie im August 1958 für vier Monate in das Abgeordnetenhaus von Berlin nach. Auch nach dem Tod des Senators Hans Schmiljan rückte sie im März 1961 in das Parlament nach. 1963 schied sie endgültig aus.

## Werke
- Mit Anneliese Keil: Hauspflegearbeiten: kleines Handbuch d. häusl. Reinigungs- u. Pflegearbeiten u.d. Waschens, verbunden mit kurzgefasster Warenkunde; unter Verwendung d. Klammer-Strich-Methode, 15., überarb. u. erw. Aufl., Verlag Handwerk und Technik, Hamburg 1982, ISBN 3-582-04222-7.
- So wollen wir kochen! – Kleines Schulkochbuch in Grundrezepten nach d. Klammer-Strich-Methode, 7. verb. Aufl., Verlag Handwerk und Technik, Hamburg 1966, keine ISBN.[1]